# Buhaiivka
Buhaiivka (în ucraineană Бугаївка) este o așezare de tip urban din raionul Perevalsk, regiunea Luhansk, Ucraina. În afara localității principale, mai cuprinde și satele Malokosteantînivka și Troiițke.

## Demografie
Componența lingvistică a așezării de tip urban Buhaiivka
     Ucraineană (64,46%)
     Rusă (35,12%)
     Alte limbi (0,21%)
Conform recensământului din 2001, majoritatea populației așezării de tip urban Buhaiivka era vorbitoare de ucraineană (64,46%), existând în minoritate și vorbitori de rusă (35,12%).